# Sabana de Bogotá
De Sabana de Bogotá is een hoogvlakte in de Cordillera Oriental in de Andes in Colombia. Het vormt het zuidelijke gedeelte van de Altiplano cundiboyacense en heeft een gemiddelde hoogte van 2600 meter boven zeeniveau. De Colombiaanse hoofdstad Bogota is gelegen op de hoogvlakte, waar het zijn naam aan ontleent.

## Naam
Sabana de Bogotá betekent savanne van Bogotá, een naam die incorrect is aangezien een savanne een vrij droog, woestijnachtig klimatologisch-vegetatie-gebied is. De Sabana de Bogotá is echter een hoogland in de bergen van Cundinamarca met een gemiddelde temperatuur van 13,5 graden, minimumtemperaturen van onder het vriespunt en maximumtemperaturen van 26 graden Celsius.

## Geschiedenis
De Sabana de Bogotá werd van oudsher bewoond door de muisca, een indianencultuur die heerste in het centrum van het huidige Colombia. Het gebied werd El Valle de los Alcázares genoemd door de Spaanse ontdekkingsreiziger Gonzalo Jiménez de Quesada.

## Geografie
De Sabana de Bogotá, gelegen in de departementen Cundinamarca en het hoofdstedelijk district Bogota, wordt doorsneden door de rivier de Bogotá en in het oosten begrensd door de bergen Cerro de Guadalupe en Monserrate. De zuidelijke grens vormt de Páramo de Sumapaz. De hoogvlakte, die traditioneel veel regenval kent, bevatte voor de komst van de conquistadores veel moerassen. Hierdoor is de ondergrond van de stad Bogota erg zompig. Dit leidt tot aardverschuivingen en problemen met bouwen in de hoofdstad.
De belangrijkste plaatsen gelegen op de Sabana zijn naast de hoofdstad Bogotá: Mosquera, Soacha, Madrid, Funza, Facatativá, Subachoque, El Rosal, Tabio, Tenjo, Cota, Chía, Cajicá, Zipaquirá, Nemocón, Sopó, Tocancipá, Gachancipá, Sesquilé, La Calera, Chocontá en Guatavita.